# Орфография испанского языка
Испанский алфавит является модифицированным вариантом латинского алфавита, состоящим из 27 букв: A, B, C, D, E, F, G, H, I, J, K, L, M, N, Ñ, O, P, Q, R, S, T, U, V, W, X, Y, Z. Диграфы CH и LL обозначают отдельные звуки и до 1994 года они считались отдельными буквами и располагались в алфавите отдельно от C и L. Над гласными (A, E, I, O и U) может писаться акут для обозначения ударного слога или иного смысла слова и трема над U для указания на раздельное прочтение.
Испанская орфография развивалась в течение почти 800 лет, начиная с эпохи Альфонса Мудрого, и была стандартизирована под руководством Испанской королевской академии. С момента публикации Орфографии кастильского языка (исп. Ortografía de la lengua castellana) в 1854 году испанская орфография пережила несколько незначительных изменений. Основными принципами испанской орфографии являются фонологический и этимологический, поэтому существует несколько букв, обозначающих одинаковые фонемы. Начиная с XVII века предлагались различные варианты реформы орфографии, которая создала бы однозначное соответствие между графемой и фонемой, но все они были отклонены. Фонетические расхождения между различными диалектами испанского языка делают невозможным создание чисто фонетической орфографии, которая адекватно отражала бы многообразие языка. Большинство современных предложений по реформированию правописания ограничиваются отменой букв-омофонов, которые сохраняются по этимологическим соображениям.

## Буквы
| Графема | Название                                    | Транскрипция         |
| ------- | ------------------------------------------- | -------------------- |
| Aa      | a                                           | [a]                  |
| Bb      | be, be larga, be alta, be grande, be labial | [be'laɾɰa]           |
| Cc      | ce                                          | [θe] или [se]1       |
| Dd      | de                                          | [d̪e]                 |
| Ee      | e                                           | [e]                  |
| Ff      | efe                                         | ['efe]               |
| Gg      | ge                                          | [xe] или [he]2       |
| Hh      | hache                                       | ['aʧe]               |
| Ii      | i                                           | [i]                  |
| Jj      | jota                                        | ['xota] или ['hota]2 |
| Kk      | ka                                          | [ka]                 |
| Ll      | ele                                         | ['ele]               |
| Mm      | eme                                         | ['eme]               |
| Nn      | ene                                         | ['ene]               |
| Ññ      | eñe                                         | ['eɲe]               |

| Графема | Название                               | Транскрипция                             |
| ------- | -------------------------------------- | ---------------------------------------- |
| Oo      | o                                      | [o]                                      |
| Pp      | pe                                     | [pe]                                     |
| Qq      | cu                                     | [ku]3                                    |
| Rr      | ere, erre                              | ['eɾe], ['ere]                           |
| Ss      | ese                                    | ['ese]                                   |
| Tt      | te                                     | [t̪e]                                     |
| Uu      | u                                      | [u]                                      |
| Vv      | uve, ve corta, ve chica                | ['uβe], [be‿'koɾta], [be‿'ʧika]          |
| Ww      | uve doble, doble ve, ve doble, doble u | ['uβe‿'ð̪oβle], ['doβle‿'β̞̞e]              |
| Xx      | equis                                  | ['ekis]                                  |
| Yy      | i griega, ye                           | [i'ɰɾjeɰa], [ʝe]                         |
| Zz      | zeta, zeda                             | [θeta] или ['seta]1, [θeða] или ['seða]1 |

W и K встречаются очень редко в испанском языке и исключительно в заимствованных словах. Буква K в иностранных словах иногда может заменяться на C перед A, O, U и на диграф qu перед I и E; W может заменяться, в зависимости от оригинального произношения, на V (если в оригинале звук [v], wolframio → volframio) или hu, gu либо gü (если в оригинале — [w], whisky → güisqui).

### Диграфы
| Графема | Название      | Транскрипция       |
| ------- | ------------- | ------------------ |
| Ch ch   | che, ce hache | [ʧe], [se‿'aʧe]    |
| Ll ll   | elle          | ['eʎe] или ['eʝe]1 |
| Qu qu   | cu            | [ku]               |

| Графема | Название        | Транскрипция          |
| ------- | --------------- | --------------------- |
| Gu gu   | gue             | [ge]                  |
| rr      | erre, doble ere | ['ere], ['ð̪oβle‿'ere] |

Диграфы Ch и Ll с 1803 по 1994 год считались отдельными буквами алфавита. Диграф rr (произносится /r/) никогда не считался отдельной буквой, возможно потому, что не встречается в начале слов. Диграфы qu и gu встречаются перед буквами i и e, буква u в этих диграфах не произносится.

### Варианты названий
Некоторые графемы в испанском языке имеют несколько названий. B известна как просто бе, бе высокая (исп. be alta в Каталонии), бе большая (исп. be grande, в Мексике) или бе длинная (исп. be larga, в Аргентине, Чили и Уругвае), поскольку эта буква представляет звонкий билабиальный взрывной согласный или звонкий билабиальный фрикативный согласный, она также иногда называется бе лабиальная (исп. b labial), хотя произношение V (в подавляющем большинстве диалектов) является тоже лабиальным и абсолютно идентичным B. В свою очередь, V известна как уве (исп. uve, в Испании), бе низкая (исп. ve baja), бе маленькая (исп. ve chica) или бе короткая (исп. ve corta, в Чили, Аргентине), в некоторых учебниках эта буква называется бе лабиодентальная (исп. v labiodental, хотя так она произносится только в нескольких диалектах). Словом уве в некоторых районах Центральной Америки называется буква W, которая в Испании называется двойная уве (исп. uve doble), в Мексике и Коста-Рике двойная у (исп. doble u) и двойная бе (исп. doble ve) в Южном Конусе.
LL и rr называются элье (исп. elle) и эррэ (исп. erre) или двойная эле (исп. doble ele) и двойная эрэ (исп. doble ere), и являются единственными двойными согласными в современной орфографии, наравне с cc и в редких случаях nn.
I иногда называется и латинской (исп. i latina) для отличия от Y, и греческой (исп. y griega). В некоторых районах Y называется йе (исп. ye).

## История

### Альфонсовский период
Первая попытка стандартизации испанской письменности была предпринята при короле Альфонсо X Мудром, который хотел внести порядок в различные вариации орфографии, существовавших на тот период, взяв за основу фонетический принцип. Новая королевская орфография точно отражала фонетику языка той эпохи. Одним из изобретений этой орфографии было удвоение буквы N для обозначения палатализации, что впоследствии привело к появлению новой буквы Ñ.

### От Альфонсо Мудрого до Академии
Антонио де Небриха, автор первой Грамматики кастильского языка, был также первым, кто опубликовал Reglas de orthographia («Правила орфографии»). Эти правила базировались в первую очередь на фонетическом принципе, но также широко применялся и этимологический принцип (в слове orthographia диграфы th и ph сохранены по этимологическим соображениям, реальное произношение соответствовало t и f). Идея Небрихи о том, что язык является «инструментом империи», касалась и устного языка, он стремился унифицировать произношение на всей территории Кастильской короны в соответствии с вальядолидским произношением.
В 1531 году Алехо де Венегас напечатал Tractado de orthographia y accentos («Трактат об орфографии и произношении»), который сильно отличался от «Правил» Небрихи, в частности, наличием оппозиции B и V и этимологическим использованием буквы Y. В 1609 году в Мехико была опубликована Ortografia castellana («Кастильская орфография») севильца Матео Алемана, которая была значительно более фонетической, чем его предшественников Венегаса и Небрихи, в частности, был упразднён диграф PH и введено различное написание для /r/ и /ɾ/. Настолько же смелой была и Arte de la lengua española castellana Варфоломея Хименеса Патона, появившаяся в 1614 году.
Кульминацией фонетического движения стало появление в 1627 году Arte de la lengua española kastellana («Искусство испанского кастильского языка») Гонсало Корреаса и её расширенной и исправленной версии в 1630 году под названием Ortografía kastellana nueva i perfeta («Новая и совершенная кастильская орфография»). Корреас предложил различать во всех позициях /r/ и /ɾ/, избавиться от использования C и Q как /k/, использовать диграф GH для /g/, устранить немые буквы во всех консонантных группах и создать полную симметрию между фонемой и графемой.

## Основание Академии
В 1714 году была основана Испанская Королевская Академия (RAE), целью которой стало зафиксировать нормы испанского языка. В 1726-1739 гг. Академией был издан толковый «Словарь авторитетов» в шести томах. Академия работает по принципам Французской академии, закрепившей нормы французского языка: сохранение этимологии и исторического произношения. Таким образом, была восстановлена разница между B и V даже в тех случаях, где она фонетически исчезла; для слов греческого происхождения предписывалось латинизированное написание: TH взамен θ, RH вместо ρ, PS для ψ, PH для φ; были восстановлены непроизносимые H.
В 1754 году были упразднены некоторые сочетания согласных с буквами P греческого происхождения, включая PH. Также были введены правила ударения. В 1763 году была исключена двойная S, было введено графическое ударение, включая использование циркумфлекса (знака ^) для обозначения долгих гласных.
В 1803 году в алфавит были включены CH и LL, при этом были исключены случаи этимологического использования CH. Одновременно с этим была разрешена элизия плавных согласных в некоторых триграфах, унаследованных из латинского; по этой причине из алфавита была исключена буква K.